# Kullerudita
La kullerudita és un mineral de la classe dels sulfurs, que pertany al grup de la marcassita. Rep el nom en honor de Gunnar Kullerud (12 de novembre de 1921 - 21 d'octubre de 1989), expert en petrologia experimental de sulfurs. També va ser president del Departament de Geociències de la Universitat Purdue.

## Característiques
La kullerudita és un sulfur de fórmula química NiSe₂. Cristal·litza en el sistema ortoròmbic. La seva duresa a l'escala de Mohs es troba entre 5,5 i 6,5.
Segons la classificació de Nickel-Strunz, la kullerudita pertany a «02.EA: Sulfurs metàl·lics, M:S = 1:2, amb Fe, Co, Ni, PGE, etc.» juntament amb els següents minerals: aurostibita, bambollaïta, cattierita, erlichmanita, fukuchilita, geversita, hauerita, insizwaïta, krutaïta, laurita, penroseïta, pirita, sperrylita, trogtalita, vaesita, villamaninita, dzharkenita, gaotaiïta, al·loclasita, costibita, ferroselita, frohbergita, glaucodot, marcassita, mattagamita, paracostibita, pararammelsbergita, oenita, anduoïta, clinosafflorita, löllingita, nisbita, omeiïta, paxita, rammelsbergita, safflorita, seinäjokita, arsenopirita, gudmundita, osarsita, ruarsita, cobaltita, gersdorffita, hol·lingworthita, irarsita, jol·liffeïta, krutovita, maslovita, michenerita, padmaïta, platarsita, testibiopal·ladita, tolovkita, ullmannita, wil·lyamita, changchengita, mayingita, hollingsworthita, kalungaïta, milotaïta, urvantsevita i reniïta.

## Formació i jaciments
Va ser descoberta a la vall del riu Kitka, a la localitat de Kuusamo (Ostrobòtnia del Nord, Finlàndia). També ha estat descrita en dos altres indrets de la República Popular de la Xina: als dipòsits d'or i seleni de Laerma, al xian de Luqu (Gannan, Gansu), i de Qiongmo, al xian de Zoigê (Prefectura Autònoma Tibetana i Qiang d'Aba, província de Sichuan). Aquests tres indrets són els únics de tot el planeta on ha estat descrita aquesta espècie mineral.